# Polyphlebium vieillardii
Polyphlebium vieillardii är en hinnbräkenväxtart som först beskrevs av V. d. Bosch, och fick sitt nu gällande namn av Ebihara och K. Iwats. Polyphlebium vieillardii ingår i släktet Polyphlebium och familjen Hymenophyllaceae. Inga underarter finns listade.